# Serbatoio a Horta de Ebro
Serbatoio a Horta de Ebro è un olio su tela realizzato nel 1909 dal pittore spagnolo Pablo Picasso. Misura cm 65x81 ed è conservato nel Museum of Modern Art di New York.

## Caratteristiche
Il quadro fu dipinto a Horta de Ebro, secondo la tecnica del passaggio, che consiste nella concezione delle forme come superfici cromatiche che tendono a scivolare le une sulle altre senza soluzione di continuità, creando interessanti effetti di luce e colore. La tela sembrerebbe ispirata a Paul Cézanne.